# Zinsinformationsverordnung
Die Zinsinformationsverordnung (ZIV) setzt die Richtlinie 2003/48/EG im Bereich der Besteuerung von Zinserträgen (Zinsrichtlinie) in deutsches Recht um. Mit der Zinsrichtlinie soll die EU-weite Besteuerung der Kapitalerträge natürlicher Personen sichergestellt werden – auch wenn die Zinszahlungen grenzüberschreitend erfolgen (§ 1 ZIV). 
Nach der § 4 ZIV sind sog. Zahlstellen, insbesondere Kreditinstitute in Deutschland, verpflichtet, bestimmte Daten über Zinszahlungen durch eine inländische Zahlstelle an wirtschaftliche Eigentümer, die ihren Wohnsitz in einem anderen Mitgliedstaat der Europäischen Gemeinschaft haben, an das Bundeszentralamt für Steuern (BZSt) zu übermitteln. Das BZSt speichert die übermittelten Daten und übermittelt sie zum Zwecke der Besteuerung einmal jährlich weiter an die zuständigen Behörden des Mitgliedstaats, in dem der wirtschaftliche Eigentümer ansässig ist. Gemeldet werden Zinsen und Erlöse beim Verkauf bestimmter festverzinslicher Wertpapiere. 
Gemeldet werden folgende Daten (§ 8 ZIV):
- Name und Wohnsitz des Kapitalanlegers,
- Name und Anschrift der Zahlstelle,
- Kontonummer oder Kennzeichen der Kapitalforderung und
- Gesamtbetrag der Zinsen oder der zinsähnlichen Erträge
- Gesamtbetrag des Erlöses aus der Abtretung, Rückzahlung oder Einlösung, die im Kalenderjahr zugeflossen sind.